# 레일버스

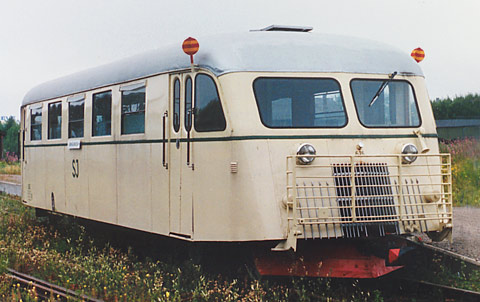
스웨덴의 힐딩 칼슨 디젤 차량

레일버스(railbus) 또는 궤도버스는 자동차 엔진을 장착한 경량 여객 동차이다. 이는 일반적으로 대차 대신 고정 베이스에 버스(원래 또는 수정된) 본체와 4개의 바퀴(2축)가 있는 버스와 구조의 여러 측면을 공유한다. 원래 1930년대에 설계 및 개발된 레일버스는 경전철차와 외관상 비슷한 특성을 지닌 더 큰 크기로 진화했으며, 동차(레일카)와 레일버스라는 용어는 종종 같은 의미로 사용된다. 거의 사용되지 않는 철도 노선에서 사용하도록 특별히 설계된 철도 버스는 독일, 이탈리아, 프랑스, 영국 및 스웨덴과 같은 국가에서 일반적으로 사용되었다.
오늘날 레일버스는 현대적인 경량 DMU 동차 설계로 대체되고 있다. Stadler RS1, Siemens의 RegioSprinter 또는 후속 Siemens Desiro와 같이 여러 장치로 결합하여 운행할 수 있는 최신 디젤-전기 동차는 레일버스와 역할 및 사양을 공유한다(소음, 저층 설계, 연료, 효율성, 속도 및 기타 조치 측면에서는 개선되었지만). 일반적으로 더 이상 "레일버스"라는 용어로 언급되지 않는다.

## 같이 보기
- 듀얼 모드 차량
- 동차